# Fórmula de Manning
A fórmula de Manning é uma expressão do denominado coeficiente de Chézy {\displaystyle C} utilizado na fórmula de Chézy para o cálculo da velocidade da água em canais abertos e tubulações:
A expresão mais comum da fórmula de Manning é:
{\displaystyle C={\frac {1}{n}}R_{h}^{1/6}}
onde:
- {\displaystyle \ C} = coeficiente de Chézy, que se aplica na fórmula de Chézy: {\displaystyle V=C{\sqrt {R_{h}\cdot J}}}
- {\displaystyle \ R_{h}} = raio hidráulico, em m, função da altura d'água {\displaystyle y}
- {\displaystyle \ n} é um parâmetro que depende da rugosidade da parede
- {\displaystyle \ V} = velocidade média da água em m/s, função da altura d'água {\displaystyle y}
- {\displaystyle \ J} = a declividade da linha d'água em m/m

Também se pode escrever como:
{\displaystyle \ V={\frac {1}{n}}\cdot {\left({\frac {A}{P}}\right)}^{2/3}\cdot S^{1/2}}
{\displaystyle \ Q={\frac {1}{n}}\cdot {A}^{5/3}\cdot {P}^{-2/3}\cdot S^{1/2}}
onde:
- {\displaystyle \ A} = Área da seção transversal do escoamento, em m², função da altura d'água {\displaystyle y}
- {\displaystyle \ P} = Perímetro molhado, em m, função da altura d'água {\displaystyle y}
- {\displaystyle \ n} = Um parâmetro que depende da rugosidade da parede
- {\displaystyle \ V} = Velocidade média da água em m/s, que é função da altura d'água {\displaystyle y}
- {\displaystyle \ Q} = Caudal da água em m3/s, em função da altura d'água {\displaystyle y}
- {\displaystyle \ S} = a declividade da linha d'água em m/m